# Nazgulia petiolata
Nazgulia petiolata is een vliesvleugelig insect uit de familie Pteromalidae. De wetenschappelijke naam is voor het eerst geldig gepubliceerd in 1973 door Hedqvist.